# Балясинский, Изяслав Генрихович
Изяслав Генрихович Балясинский  (2 сентября 1921, Воронеж, РСФСР — 3 февраля 2014, Москва, Российская Федерация) — советский партийный и государственный деятель, первый секретарь Куйбышевского сельского областного комитета КПСС (1963—1964), председатель Куйбышевского облисполкома (1964—1965).

## Биография
Родился в семье польского инженера-железнодорожника Балясинского Генриха Леопольдовича и учительницы Тросько Марии Александровны (в девичестве Михайловой); в семье росло пятеро детей. Рос в Минске, но в начале 1930-х годов после разрыва матери с отцом семья перебралась в Красноярский край. В 1939 году семья переехала в Краснодарский край и поселилась в селе Кулешовка Белоглинского района. В 1940 году окончил среднюю школу № 12 села Белая Глина и был призван на срочную службу. До 1946 г. служил в должности старшего аэрофотограмметриста в Забайкальском военном округе.
Член ВКП(б) с 1943 г. 
В 1951 г. окончил агрономический факультет Кубанского сельскохозяйственного института.
В 1951—1953 гг. — агроном, старший агроном свиносовхоза (Краснодарский край).
В 1953 окончил курсы повышения квалификации при Ставропольском сельскохозяйственном институте.
С 1953 г. на партийной работе. 
В 1953—1954 гг. — заведующий сельскохозяйственным отделом Курганинского районного комитета КПСС (Краснодарский край). 
В 1954—1955 гг. — второй секретарь Курганинского районного комитета КПСС.
В 1955—1956 гг. — первый секретарь Курганинского районного комитета КПСС. 
В 1956—1957 гг. — заместитель заведующего сельскохозяйственным отделом Краснодарского краевого комитета КПСС. 
В 1957—1959 гг. — заведующий сельскохозяйственным отделом Краснодарского краевого комитета КПСС. 
С декабря 1959 по март 1961 гг. — заместитель председателя Краснодарского крайисполкома. 
В марте — сентябре 1961 г. — инструктор сельскохозяйственного отдела Бюро ЦК КПСС по РСФСР.
С 1961 г. — в Куйбышевской области. 
С сентябрь 1961 по январь 1963 гг. — второй секретарь Куйбышевского областного комитета КПСС. 
С января 1963 по ноябрь 1964 гг. — первый секретарь Куйбышевского сельского областного комитета КПСС. 
С декабря 1964 по ноябрь 1965 гг. — председатель Куйбышевского облисполкома.
В 1965—1966 гг. — заместитель министра сельского хозяйства СССР. 
В 1966—1969 гг. — первый заместитель председателя Государственного комитета заготовок Совета министров СССР.
В 1969—1977 гг. — первый заместитель министра заготовок СССР.
В 1977—1988 гг. — на дипломатической работе в Венгрии.
С 1988 г. — на пенсии

## Семья
- Жена - Балясинская Лидия Антоновна (в девичестве Ефанова род. 22 сентября 1928 года)
- Сын - Сергей (род. 16 сентября 1950 года)
- Сын - Юрий (род. 12 апреля 1954 года)

## Награды и звания
Награждён орденом Ленина, тремя орденами Трудового Красного Знамени, орденом Дружбы народов, двумя орденами Отечественной войны II степени; медалями «За победу над Японией», «За трудовую доблесть», «За доблестный труд», «В ознаменование 100-летия со дня рождения Владимира Ильича Ленина», «Тридцать лет Победы в Великой Отечественной войне 1941—1945 гг.», «Сорок лет Победы в Великой Отечественной войне 1941—1945 гг.» и другими.